# 157
157 (сто петдесет и седма) година по юлианския календар е невисокосна година, започваща в петък. Това е 157-а година от новата ера, 157-а година от първото хилядолетие, 57-а година от 2 век, 7-а година от 6-о десетилетие на 2 век, 8-а година от 150-те години. В Рим е наричана Година на консулството на Цивика и Аквилий (или по-рядко – 910 Ab urbe condita, „910-а година от основаването на града“).

## Събития
- Консули в Рим са Марк Цивика Барбар и Марк Аквилий Регул.